# Gary McKinnon
Gary McKinnon, znany także pod pseudonimem Solo (ur. 1966 w Glasgow, Wielka Brytania) – brytyjski haker oskarżony o popełnienie „największego włamania do wojskowych systemów komputerowych wszech czasów”.
Bezrobotny londyński administrator komputerowy jest oskarżony o włamanie do 97 amerykańskich komputerów wojskowych i NASA w 2001 i 2002. Sieć komputerowa, do której się włamał, obejmuje sieć NASA, Armii Stanów Zjednoczonych, US Navy, Departament Obrony USA, Siły Powietrzne Stanów Zjednoczonych oraz jeden komputer należący do Pentagonu. Stany Zjednoczone oszacowały koszty włamania i poprawiania błędów uczynionych przez hakera na 700 000 USD.
McKinnon był namierzony i aresztowany na podstawie the Computer Misuse Act przez brytyjski National Hi-Tech Crime Unit (NHTCU) w 2002, ale wypuszczono go bez postawienia mu zarzutów, ani nie podjęto przeciwko niemu żadnych akcji. Aresztowano go nagle w czerwcu 2005, ale tym razem również go zwolniono, z postawionym warunkiem zakazu używania internetu. Jeśli byłby poddany procesowi ekstradycji, McKinnonowi groziłoby do 70 lat więzienia, nie wykluczając odsiadki w Guantanamo na Kubie. Powiedział, że będzie walczył o możliwość procesu w Wielkiej Brytanii i będzie się sprzeciwiał swojej ekstradycji. McKinnon wyrobił sobie pogląd, że w USA nie będzie miał sprawiedliwego procesu.
McKinnon twierdzi, że szukając dowodów na istnienie spisku UFO, widział na serwerach NASA oryginalne zdjęcia z satelitów tejże instytucji zawierające obiekty UFO, które nigdy nie są upubliczniane lub przed upublicznieniem są retuszowane oraz informacje, że Stany Zjednoczone są w posiadaniu technologii antygrawitacji, urządzeń wolnej energii bazujące na energii próżni, oraz dokumenty arkusza kalkulacyjnego Excel zawierającego m.in. wyrażenia „Nie-ziemski Oficer” (Non-Terrestial Officer).
28 sierpnia 2008 decyzją Europejskiego Trybunału Praw Człowieka został wydany nakaz ekstradycji McKinnona do USA.
16 października 2012  odmówiono jego ekstradycji, a 14 grudnia 2012 stwierdzono, że nie będzie przeciwko niemu prowadzone postępowanie w Wielkiej Brytanii.
Zdiagnozowano u niego Zespół Aspergera.